# Nadia Comăneci
Nadia Elena Comăneci (IPA: [ˈnadi.a koməˈnet͡ʃʲ] ) (Onești, 12 novembre 1961) è un'ex ginnasta rumena, campionessa olimpica nel 1976 e nel 1980.
È entrata nella storia per essere stata la prima ginnasta ad aver ottenuto un 10 come punteggio ai Giochi olimpici, nel 1976. Nella sua carriera ha vinto nove medaglie alle Olimpiadi, quattro ai Mondiali e dodici agli Europei.
È la più giovane ginnasta ad aver vinto un'Olimpiade, in quanto a Montréal 1976 aveva solo 14 anni, record che rimarrà imbattuto per sempre, dal momento che dal 2012 l'età in cui si diventa senior (e si può quindi partecipare alle Olimpiadi) è stata fissata a 16 anni. È inoltre l'unica ginnasta della storia ad aver difeso il proprio titolo olimpico alla trave.
È l'unica atleta ad aver ricevuto l'Ordine olimpico per ben due volte (1984, 2004), nonché l'atleta più giovane a essere stata insignita di questa onorificenza.

## Biografia

### Primi anni
È nata a Gheorghe Gheorghiu-Dej (poi diventata Onești), nella parte orientale della Romania, figlia di Gheorghe e Ștefania-Alexandrina e ha un fratello di nome Adrian. La madre scelse il suo nome dopo aver visto, durante la gravidanza, un film la cui protagonista si chiamava Nadia, diminutivo di Nadežda (Speranza in russo). Iniziò a fare ginnastica a 3 anni presso la società sportiva "Flacăra" ("Fiamma"), allenata da Duncan e Munteanu. All'età di 6 anni fu notata da Béla Károlyi nel cortile della scuola mentre giocava con un'amica. Károlyi, in visita nell'istituto alla ricerca di nuovi talenti, chiese alle due bambine di entrare a far parte della nuova società sportiva condotta insieme con la moglie Marta.

### Carriera agonistica
Nel 1969 partecipò per la prima volta ai campionati rumeni, classificandosi al 13º posto. L'anno seguente partecipò ai campionati nazionali a squadre, vincendoli e diventando la più giovane ginnasta rumena ad aggiudicarsi il titolo. Nel 1971 disputò la prima gara internazionale a Lubiana, un incontro juniores tra la nazionale rumena e quella jugoslava, vincendo il primo titolo all-around (concorso generale individuale) e contribuendo alla vittoria nel concorso generale a squadre. In quel periodo partecipò a diverse competizioni juniores rumene e a incontri con altre nazionali come Polonia, Italia e Ungheria.
A 12 anni, nel 1973, partecipò al Junior Friendship Tournament (Družba), un importante meeting fra giovani ginnaste, in cui vinse l'oro nel concorso generale individuale, nel volteggio e nelle parallele asimmetriche. I primi importanti successi internazionali arrivarono nel 1975 ai campionati europei di Skien (Norvegia), dove si aggiudicò il titolo all-around e in tutti gli attrezzi, tranne nel corpo libero dove si piazzò al secondo posto.
Nel 1975 continuò a inanellare una serie di vittorie, vincendo il concorso generale individuale nella competizione "Champions All" e altri quattro titoli ai campionati nazionali rumeni (volteggio, parallele asimmetriche, trave e concorso generale individuale). Al test pre-olimpico di Montréal vinse due ori (all-around e trave) e tre argenti (volteggio, corpo libero e parallele), lottando contro Nelli Kim, che sarà una delle sue maggiori rivali nei successivi cinque anni di competizioni.
Nel marzo del 1976 partecipò all'edizione inaugurale dell'American Cup al Madison Square Garden di New York. Sia nelle fasi preliminari sia nel round finale al volteggio, ricevette il punteggio senza precedenti di 10,0, che significa un'esecuzione perfetta senza deduzioni. Durante la competizione si aggiudicò anche il titolo all-around.
Sempre nel 1976, la Comăneci ricevette altri due 10 alla prestigiosa competizione giapponese Chunichi Cup nel volteggio e alle parallele asimmetriche. I giornalisti iniziarono a notare la giovane ginnasta: la United Press International la nominò "Atleta femminile dell'anno" nel 1975 e nel 1976.

### Montréal 1976

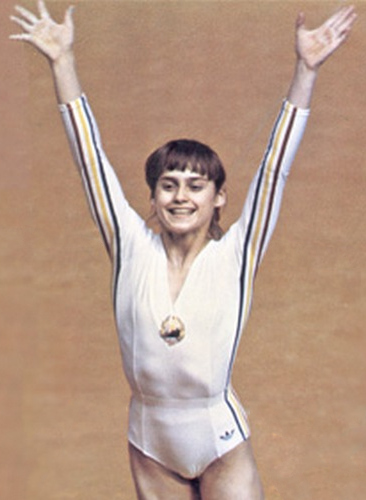
Nadia Comăneci ai Giochi Olimpici di Montréal 1976

A soli 14 anni divenne la stella delle Olimpiadi di Montréal 1976. Il 18 luglio diventò la prima ginnasta ai Giochi olimpici a ricevere il massimo punteggio ottenibile alle parallele asimmetriche. La votazione fu ritardata poiché i computer erano programmati per registrare votazioni fino al 9,95 mentre il "10" non era mai stato assegnato fino ad allora. Al posto del 10 fu quindi inserito nel computer il voto 1,00, per far capire agli atleti e agli spettatori il risultato. Va segnalato che nella stessa gara e dagli stessi giudici, pochi minuti dopo di lei, anche la sovietica Nelli Kim ricevette un 10. Durante l'esercizio alle parallele per cui ottenne il suo primo 10, la Comăneci fece un visibile saltello dopo essere arrivata a terra, errore che non fermò i giudici da giudicare l'esercizio "perfetto". Nel corso dell'evento olimpico ottenne il punteggio perfetto altre sei volte, vincendo tre medaglie d'oro (concorso generale individuale, trave e parallele asimmetriche), una d'argento (concorso generale a squadre) e una di bronzo (corpo libero).
La Comăneci fu la prima atleta rumena a vincere il concorso generale individuale alle Olimpiadi e ottenne l'ulteriore record di più giovane atleta di sempre a vincere un titolo olimpico. Con la revisione dei regolamenti, l'età minima per la partecipazione alle competizioni di ginnastica fu alzata a 16 anni: la Comăneci aveva 14 anni, 8 mesi e sei giorni il primo giorno di gare a Montréal e questo rende di fatto improbabile per il futuro battere il record di precocità per il titolo olimpico nella ginnastica.

### 1977-1981

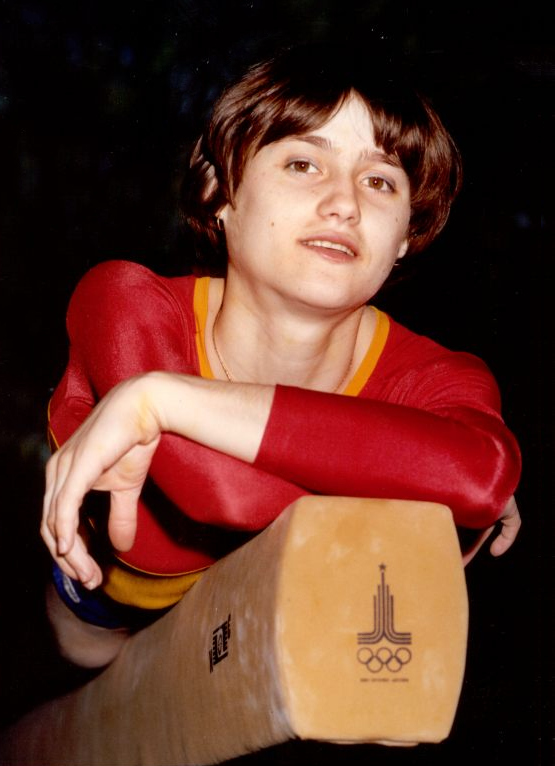
Comăneci alle Olimpiadi di Mosca 1980

Tornata in Romania dopo i successi olimpici canadesi, divenne una celebrità. Ceaușescu la invitò spesso a palazzo e venne insignita delle più grandi onorificenze rumene, tra le quali quella di eroe del lavoro socialista rumeno. Fu usata come il maggior vanto propagandistico di regime e il prestigio della Romania ebbe per lei un prezzo altissimo: fu costretta a diventare a 15 anni l'amante del terzogenito del dittatore, l'alcolizzato Nicu Ceaușescu, un capitolo della sua vita che Nadia non vuole più riaprire. Nicu avrebbe sottoposto Nadia ad abusi fisici e sessuali, da lei ribaditi. A 20 anni la relazione finì.
Agli Europei dell'anno successivo confermò il titolo nel concorso generale individuale, che vinse per la terza volta due anni più tardi, e alle parallele asimmetriche, mentre alla trave ottenne la medaglia d'argento. Ai Mondiali del 1978 si aggiudicò l'oro alla trave e l'argento al volteggio e nella gara a squadre, mentre nel concorso individuale chiuse al quarto posto.
Dopo aver vinto il titolo a squadre con la Romania ai Campionati del mondo del 1979, Comăneci passò un periodo di ricovero in ospedale per un avvelenamento causato da un taglio al polso prodotto dalla fibbia metallica del fermapolsi. Si rimise comunque in tempo per le Olimpiadi di Mosca 1980. Si piazzò seconda nel concorso individuale dietro a Elena Davydova; i giudici impiegarono più di 25 minuti per formulare il verdetto finale. Comăneci mantenne il titolo olimpico alla trave e ottenne l'oro a pari merito nel corpo libero; vinse inoltre la medaglia d'argento a squadre.

### "Nadia '81"
Nel 1981 la Federazione di ginnastica rumena contattò la Comăneci e la informò che avrebbe preso parte a un tour ufficiale degli Stati Uniti chiamato "Nadia '81" e che i suoi allenatori Béla e Márta Károlyi avrebbero guidato il gruppo. Durante questo tour, la squadra della Comăneci condivise i viaggi in pullman con le ginnaste americane; questa era la terza volta che incontrava il ginnasta statunitense Bart Conner. Si erano incontrati in precedenza nel 1976. In seguito si ricordò di aver pensato: "Conner era carino. Saltellava intorno all'autobus parlando con tutti - era incredibilmente amichevole e divertente."
I suoi allenatori Béla e Márta Károlyi decisero di non rientrare nella Romania di Ceaușescu l'ultimo giorno del tour, insieme al coreografo della squadra rumena Géza Pozsár. Prima di decidere di non rientrare in Romania, Károlyi ebbe modo di accennare alcune volte a Comăneci che avrebbe potuto tentare di farlo e le chiese indirettamente se voleva unirsi a lui. A quel tempo, la Comăneci non aveva alcun interesse in proposito e disse che voleva tornare a casa in Romania. Dopo la defezione dei Károlyi, la vita cambiò drasticamente per la Comăneci in Romania. I funzionari della dittatura comunista rumena temevano che anche lei avrebbe disertato. Considerandola una risorsa nazionale, iniziarono a controllare rigorosamente le sue azioni, rifiutandosi di permetterle di viaggiare fuori dal paese.
Nel 1981 conquistò cinque ori alle Universiadi.

### Dopo il ritiro

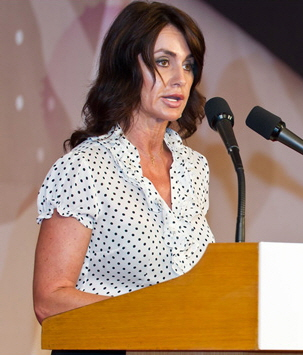
Nadia Comăneci nel 2010

La Comăneci si ritirò dalle competizioni nel 1984, poco prima dei Giochi della XXIII Olimpiade di Los Angeles. Per un periodo allenò i giovani ginnasti rumeni, poi fuggì dal paese la notte del 27 novembre 1989, camminando a piedi per sei ore, attraversando il confine con l'Ungheria dove c'era il suo amico Constantin Panait pronto ad attenderla con l'automobile. La fuga proseguì poi in Austria, da cui riuscì a raggiungere il Canada e infine gli Stati Uniti d'America, dove fu accolta come rifugiata politica; in un'intervista poco dopo dichiarò che sarebbe voluta fuggire molti anni prima, ma non aveva mai trovato nessuno disposto ad aiutarla. Ebbe il permesso di tornare dopo la rivoluzione rumena del 1989, in quanto il presunto consenso al regime le fu estorto, come dimostrava il divieto di espatrio.
Una volta giunta negli Stati Uniti d'America, si occupò della promozione di prodotti di abbigliamento sportivo e fu modella per abiti da sposa. Nel 1994 si fidanzò con il ginnasta Bart Conner, conosciuto a Montréal 1976 e fece ritorno per la prima volta in Romania, dove si sposarono nell'aprile del 1996. Il 3 giugno 2006 diede alla luce il figlio Dylan Paul.
Nel 1999, Comăneci divenne la prima atleta invitata a parlare alle Nazioni Unite per lanciare l'Anno internazionale dei volontari. È impegnata nella ginnastica e in attività di beneficenza. Con il marito è proprietaria dell'Accademia di ginnastica Bart Conner (che conta 1 000 studenti), dell'International Gymnast Magazine, della compagnia di produzione The Perfect 10 e di quattro negozi di articoli sportivi. Fonda inoltre la NC School of fitness a New York.
È vicepresidente del consiglio di amministrazione dell'International Special Olympics, presidente onoraria della Federazione rumena di ginnastica e del Comitato olimpico rumeno, ambasciatrice dello sport della Romania, vice presidente del consiglio di amministrazione di un'associazione per la lotta alla distrofia muscolare. È stata altresì impegnata nell'apertura della Clinica per bambini Nadia Comăneci a Bucarest. Nel dicembre 2003, ha pubblicato il suo primo libro, intitolato Letters to a Young Gymnast.
Un libro è stato scritto nel 2021 da Stejărel Olaru e tradotto in italiano da Anna Maria Foli, dal titolo "Nadia Comăneci e la polizia segreta. La storia che nessuno ha mai raccontato", che attraverso documenti degli archivi della polizia segreta rumena, racconta la vita in gabbia di una delle più grandi ginnaste di tutti i tempi.

## Elementi eponimi[21]
| Attrezzo  | Nome     | Descrizione                                                                                | Difficoltà |
| --------- | -------- | ------------------------------------------------------------------------------------------ | ---------- |
| Parallele | Comăneci | Dall’appoggio frontale allo staggio alto, slancio dietro e salto avanti a gambe divaricate | E          |
| Parallele | Comăneci | Dalla piantata, uscita in salto raccolto con mezzo avvitamento                             | C          |